# 埃尔托尔纳迪索
埃尔托尔纳迪索，是西班牙卡斯蒂利亚-莱昂萨拉曼卡省的一个市镇。 总面积11平方公里，总人口140人（2001年），人口密度13人/平方公里。